# Margrethe Vestagerová
Margrethe Vestagerová (* 13. dubna 1968 Glostrup, Hovedstaden) je dánská politička, členka Radikálně liberální strany. V letech 2014–2019 byla evropskou komisařkou pro hospodářskou soutěž v Junckerově komisi a mezi roky 2019–2024 výkonnou místopředsedkyní a opět komisařkou pro hospodářskou soutěž v první komisi von der Leyenové. 
V letech 1998–2000 působila jako dánská ministryně pro církevní záležitosti ve vládě Poula Nyrupa Rasmussena. Mezi roky 2011–2014 byla vicepremiérkaou a ministryní vnitra a hospodářství v kabinetu Helly Thorningové-Schmidtové.